# Plutorectis paura
Plutorectis paura är en fjärilsart som beskrevs av Turner 1947. Plutorectis paura ingår i släktet Plutorectis och familjen säckspinnare. Inga underarter finns listade i Catalogue of Life.